# Židovská čtvrť v Myslkovicích
Židovská čtvrť (ghetto) v Myslkovicích (německy dříve Miskowitz), malé obci v okrese Tábor v Jihočeském kraji, vznikla během formování místní židovské obce, tj. koncem 17. století. Ghetto bylo nejprve kolem rybníka vesnice, později, jak židovská populace rostla, západně od rybníka v západní části obce, která dostalo přezdívku „Židovna“. Severně od rybníka se nacházela synagoga, jižně nemocnice. Celkově bylo židovské ghetto tvořeno asi 40 obytnými budovami, které byly později částečně přestavěny a dochovaly se zde dodnes. Židovská škola byla zmíněna již v roce 1730 a poté kolem roku 1850. V ghettu se nacházela také rituální koupel, tzv. mikve.